# 刘尧臣 (1957年)
刘尧臣（1957年10月—），男，湖南华容人，中华人民共和国政治人物。岳阳师范高等专科学校毕业，党校研究生学历。

## 生平
1978年4月参加工作。1982年1月加入中国共产党。历任共青团岳阳市委副书记、书记；中共汨罗市委副书记；岳阳市屈原农场党委书记；湖南省委政策研究室三处处长、副厅级研究员、副主任；娄底市委副书记；湖南省工商行政管理局副局长等职。2008年5月，任中共湖南省委统战部副部长、湖南省工商联党组书记。2009年3月，任湖南省人民政府副秘书长、湖南省安全生产监督管理局党组书记、局长。2013年4月，任湖南省环境保护厅党组书记、厅长。